# Casa de Arellano
La casa de Arellano fue una antiquísima e ilustre familia navarro-castellana, cuyos miembros desempeñaron un lugar señalado en la historia de España e Italia, y figuran profusamente en la Orden de Santiago y en la Orden de Calatrava. 
Esta casa noble debe su apellido a Sancho Sánchez, señor de Arellano. Los títulos nobiliarios más importantes de los Arellano fueron el señorío de Cameros, el condado de Aguilar de Inestrillas, otorgado por los Reyes Católicos en 1475, la grandeza de España y el marquesado de Arellano. También merece destacar la vinculación de este linaje a la Divisa, Solar y Casa Real de la Piscina, así como la existencia de diversos personajes ilustres entre sus patronos como Gil Ramírez de Arellano.
De la casa de Arellano descienden algunas familias concentradas en España, Puerto Rico, Chile, Ecuador, Perú y Venezuela.

## Genealogía de la casa de Arellano, grandes de España
De todos los miembros de la casa, destaca Juan Ramírez de Arellano,  señor de Arellano y ricohombre de Navarra, quien recibió el señorío de Cameros en 1366 por ayudar al rey Enrique II de Castilla después de la Batalla de Nájera, que formó parte de la Guerra de los Cien Años. 
Hacia el año 1475, los Reyes Católicos concedieron el título de conde de Aguilar de Inestrillas a Alonso Ramírez de Arellano, VI señor de Cameros, el primer conde de Aguilar de Inestrillas. El rey Felipe IV le concedió la grandeza de España el 4 de abril de 1640, siendo Juan Ramírez de Arellano y Manrique, el VIII conde de Aguilar de Inestrillas. 
De esta rama también fue el célebre marino y cosmógrafo Diego Ramírez de Arellano, nacido en 1633, quien tomara parte en las expediciones de los hermanos García de Nodal al estrecho de Magallanes y fue el descubridor de las islas chilenas que, aún hoy, llevan su nombre: "Islas Diego Ramírez". De los señores de Cameros a través de  Gaspar Ramírez de Arellano-Zúñiga y del Águila, del mayorazgo de Guadalajara, desciende la rama ecuatoriana de la familia.  De esta rama de los señores de Cameros, a través de Babilés Ramírez de Arellano, hijo de María Ramírez de Arellano y Manrique de Lara, quien llega a Chile con el grupo de conquistadores de Francisco de Villagra, desciende directamente la familia Arellano establecida en Santiago; dueños originales del Fundo El Tabo y fundadores del balneario de El Tabo. 
En la actualidad, algunos descendientes ilustres de la casa son  Ricardo de Arellano, conde de Tarifa, y  José Manuel Martín Barbadillo y Arellano, vizconde de Casa González. 
Además del señorío de Cameros, el condado de Aguilar y el marquesado de Arellano, otros importantes títulos nobiliarios ostentados por miembros y descendientes de la casa han sido:
- Marquesado de Comares
- Condado de Bornos, con grandeza de España
- Marqués de Villamagna, con grandeza de España
- Condado de Murillo, con grandeza de España
- Condado de Peñarrubias
- Marquesado del Valle de Oaxaca, otorgado al conquistador de México Hernán Cortés, casado con Juana Ramírez de Arellano.

Otros títulos son: condado de las Atalayas, Marquesado del Albaicín, marquesado de Angulo, Marquesado de Casa Argudín, condado de Ramírez de Arellano (título pontificio) y varios más.

## Descripción del escudo de armas
El escudo de armas de la casa de Arellano, ha pasado por diferentes etapas, llegando a 4 escudos distintos entre sí, los cuales determinan un periodo y procedencia:
Escudo Original: Un escudo simple, partido en la mitad, con rojo a la izquierda y blanco a la derecha.
Escudo Clásico: El escudo partido, con los mismos colores del antiguo, pero con tres flores de lis, dos arriba (una a la izquierda y otra a al derecha) y una abajo (al centro).
Escudo Navarro: Al escudo clásico se le agrega un borde azur y con otras ocho flores de lis (repartidas en el borde).
Escudo Aragonés: A diferencia del escudo navarro, en lugar de las flores de lis, y de estar partido en la mitad, lo sustituyen barras rojas y plata alternadas.

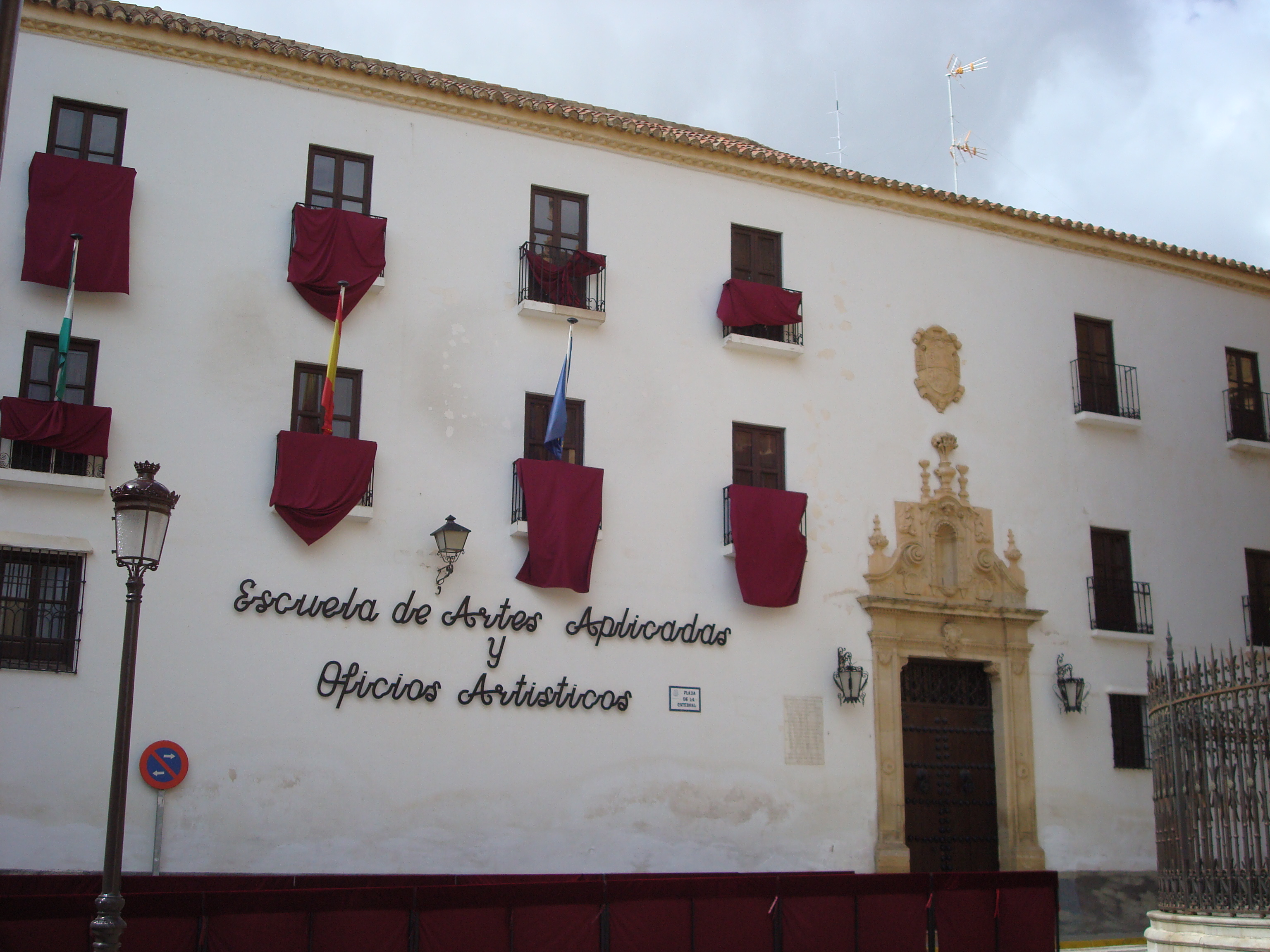
Palacio de los Ramírez de Arellano (actualmente Escuela de Artes Aplicadas y Oficios Artísticos)

## Monumentos y calles

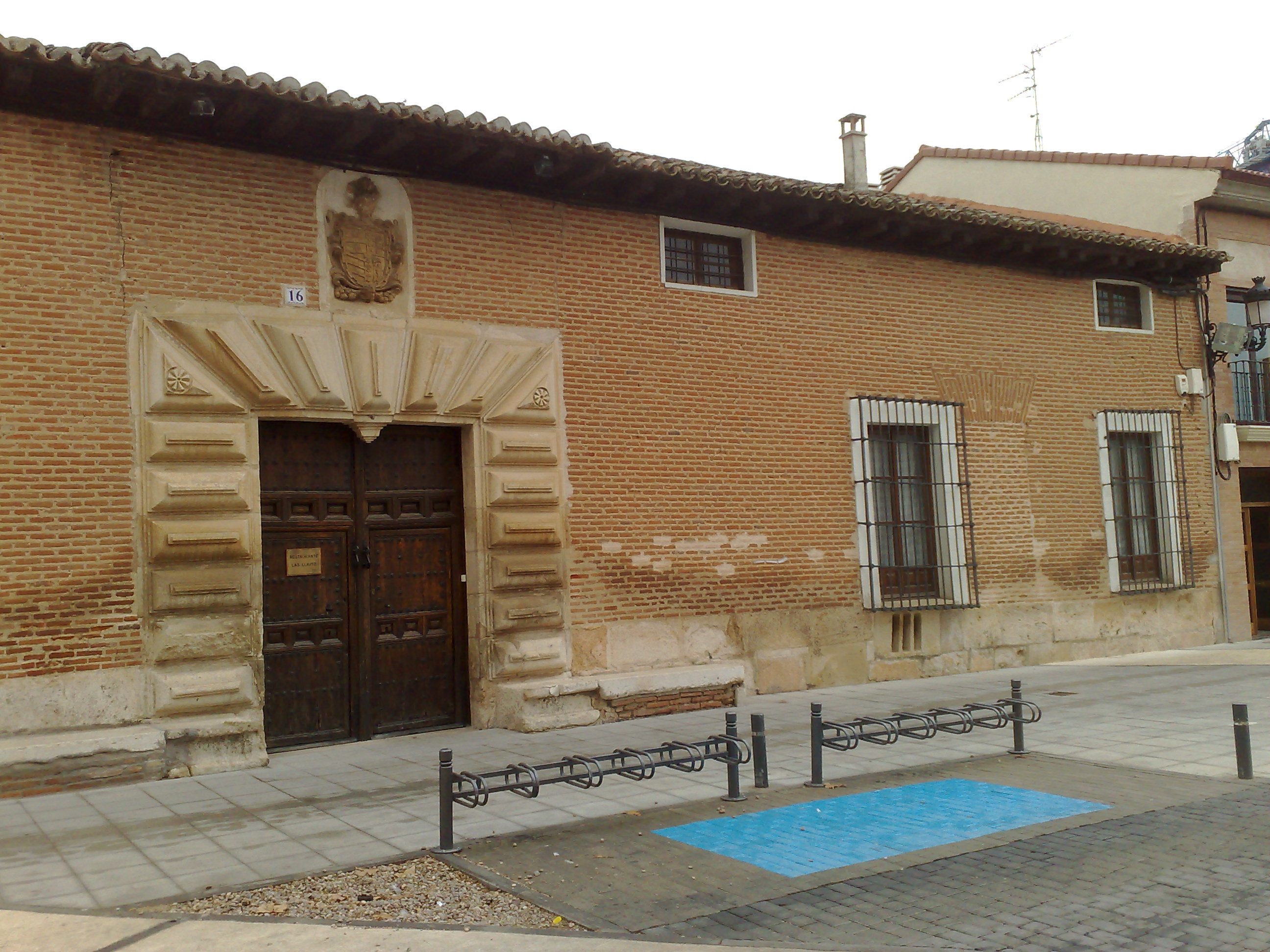
Palacio de los Ramírez

- Palacio de los Arellano, Arellano. Emplazado en el solar original de la casa de Arellano,[2] en la villa a la que debe su nombre.
- Palacio de los Ramírez de Arellano, Guadix (Granada). Actual Escuela de Artes de Guadix, en su frontis se puede apreciar el escudo de armas de la casa de Arellano.[3]
- Casa Riva-Agüero, Lima. También llamada casa Ramírez de Arellano por haber sido construida en el último tercio del siglo XVIII por Domingo Ramírez de Arellano y Martínez de Tejada, para ser utilizada como casa familiar por él y sus descendientes.[4] Fue donada por su tataranieto José de la Riva Agüero y Osma, VI Marqués de Montealegre de Aulestia y V marqués de Casa-Dávila, a la Pontificia Universidad Católica del Perú. Actual sede del Instituto Riva-Agüero.[5]
- Calle de Ramírez de Arellano, Madrid.
- Avenida Ramírez de Arellano, Guaynabo, Puerto Rico.
- Palacio de los Ramírez de Arellano, Villaescusa de Haro (Cuenca).[6]
- Calle Hermanos Arellano, Estación Central, Santiago, Chile.
- Calle Arellano, El Tabo, Chile.